# No. 1 Court
Il No. 1 Court è il secondo stadio da tennis utilizzato per il Torneo di Wimbledon. Come il Centre Court è situato nel quartiere di Wimbledon a Londra. È utilizzato anche per le partite di Coppa Davis dal momento che il Centre Court è preservato per il Torneo di Wimbledon.
Questo campo fu soggetto a una notevole ristrutturazione nel 1997; era in origine adiacente al Centre Court ma venne sostituito da una nuova arena con un maggior numero di posti per gli spettatori. Si dice che il vecchio campo avesse un'atmosfera unica ed era il preferito da molti giocatori, cosicché la sua sostituzione venne rimpianta da molti. Anche il No. 1 Court ospita alcuni degli incontri più importanti del torneo, come i quarti di finale dei tornei di singolo.